# San Pedro (Teverga)

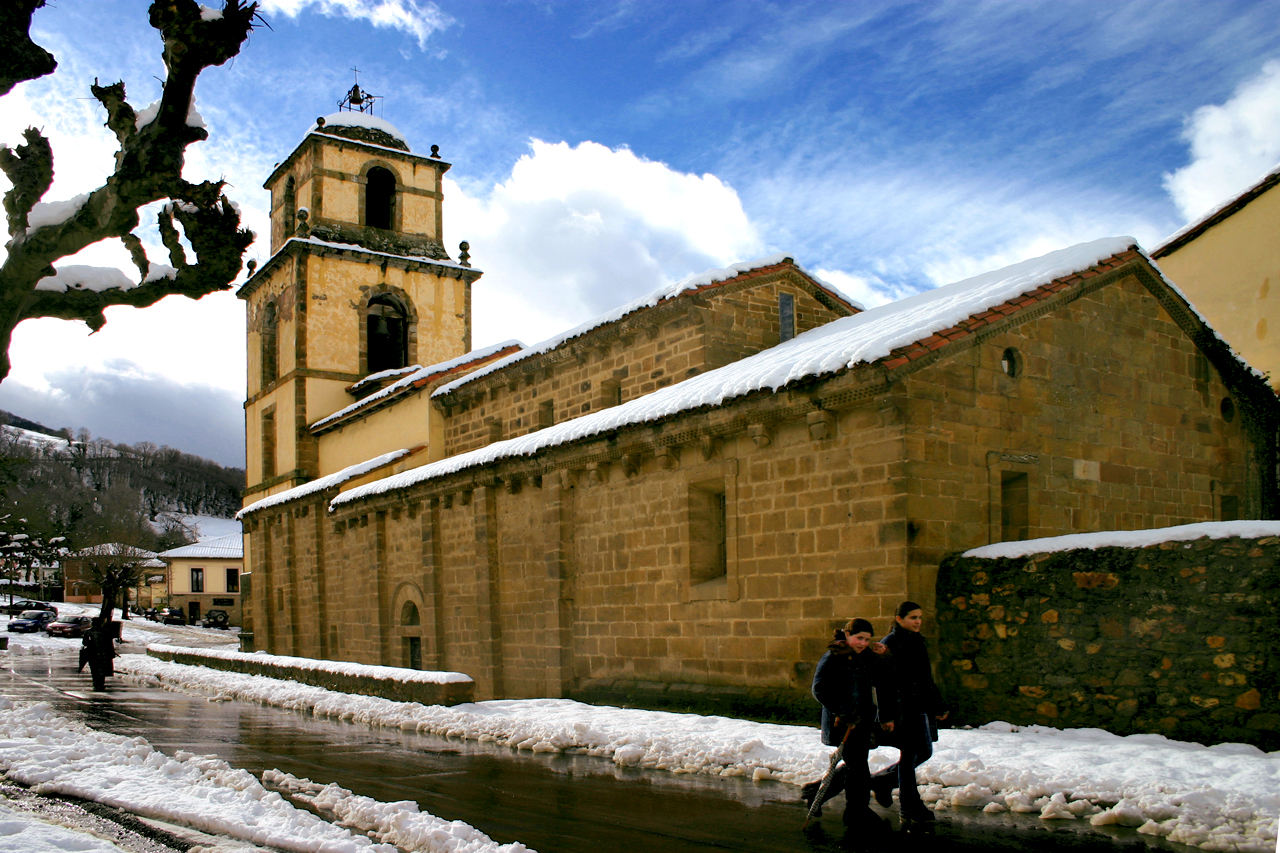
San Pedro de Teverga

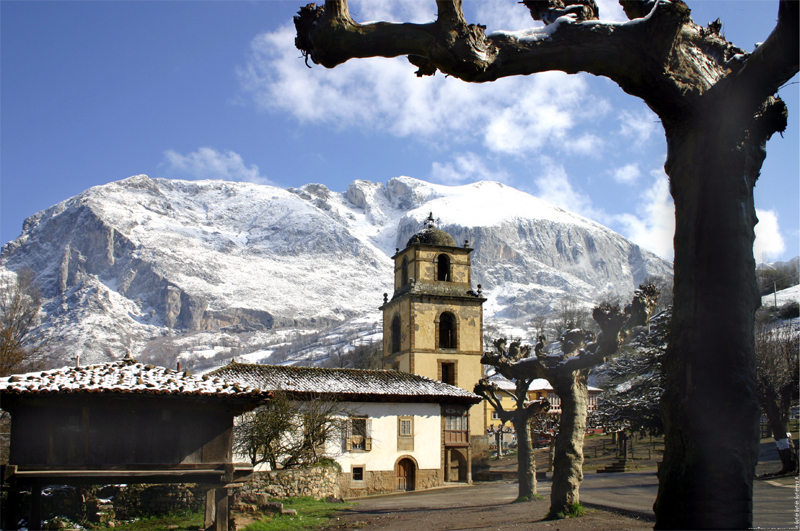
San Pedro de Teverga

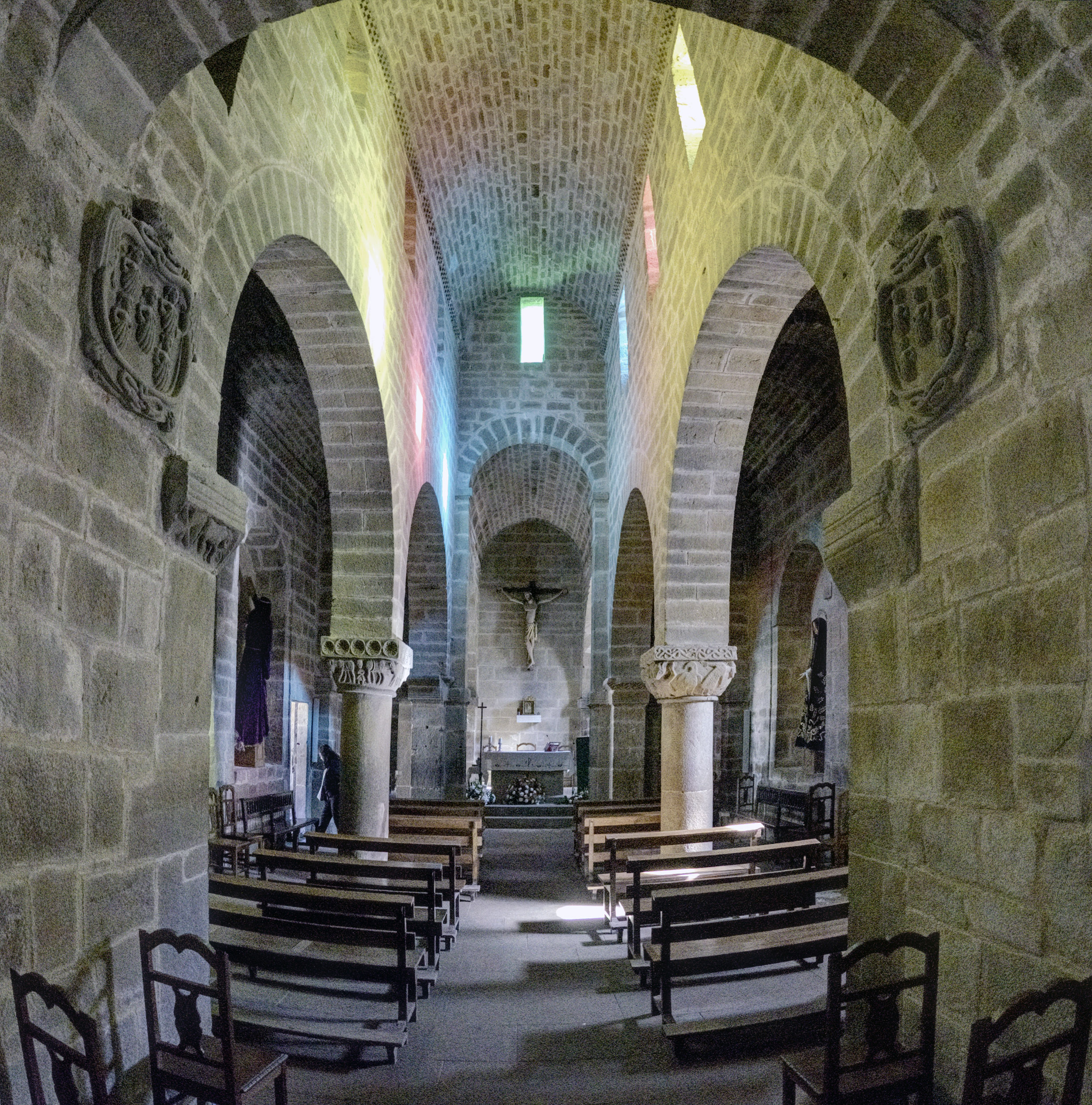
Innenraum

Die ehemalige Kollegiatkirche San Pedro wurde in der zweiten Hälfte des 11. Jahrhunderts, am Übergang von der präromanischen zur frühromanischen Architektur, errichtet. Die dem Apostel Petrus geweihte Kirche gehört zur Parroquia La Plaza der Gemeinde (concejo) Teverga und liegt am Nordrand des Parque Natural de Somiedo, 42 Kilometer südwestlich von Oviedo, der Hauptstadt der autonomen Gemeinschaft Asturien im Nordwesten von Spanien. 1931 wurde die Kirche, die heute als Pfarrkirche genutzt wird, zum Monumento Nacional (Bien de Interés Cultural) erklärt.

## Geschichte
Die Kirche San Pedro de Teverga gehörte zu einem Benediktinerkloster, das bereits im 11. Jahrhundert bestand. Aufgrund der Inschrift auf einer Grabplatte und Schenkungen, die im Libro de los Testamentos der Kathedrale von Oviedo verzeichnet sind, wird der Bau der Kirche in die Zeit von 1069 bis 1076 datiert. 1149 wurde das Kloster in ein Augustiner-Chorherrenstift umgewandelt und die Äbte aus dem Hause Miranda-Valdecarzana machten es zur Grablege ihrer Familien. 1670 wurde der kleine Kreuzgang angelegt. Im 18. Jahrhundert wurden weitere Anbauten errichtet. An das linke Seitenschiff wurde eine Sakristei angefügt, in der heute ein kleines Museum eingerichtet ist, und vor dem Portalvorbau wurde ein quadratischer Glockenturm mit vier Stockwerken angebaut. Der Chor, an den sich ein ummauerter Friedhof anschließt, wurde barockisiert.

## Architektur
Das Gebäude ist aus regelmäßig behauenen Steinquadern errichtet. Die Fassade ist durch Strebepfeiler gegliedert. In ihrem Aufbau gilt San Pedro de Teverga als kleineres Modell des Vorgängerbaus der Basilika San Isidoro in León, die im Jahr 1063 errichtet wurde. Mit ihrem rechteckigen Grundriss, dem dreischiffigen Langhaus, dem rechteckigen Chor mit seinen drei Kapellen und dem westlichen Portalvorbau entspricht sie den präromanischen Kirchen Asturiens. Haupt- und Seitenschiffe tragen Tonnengewölbe. Die Emporen über dem Portalvorbau wurden später verkleinert.

## Skulpturenschmuck

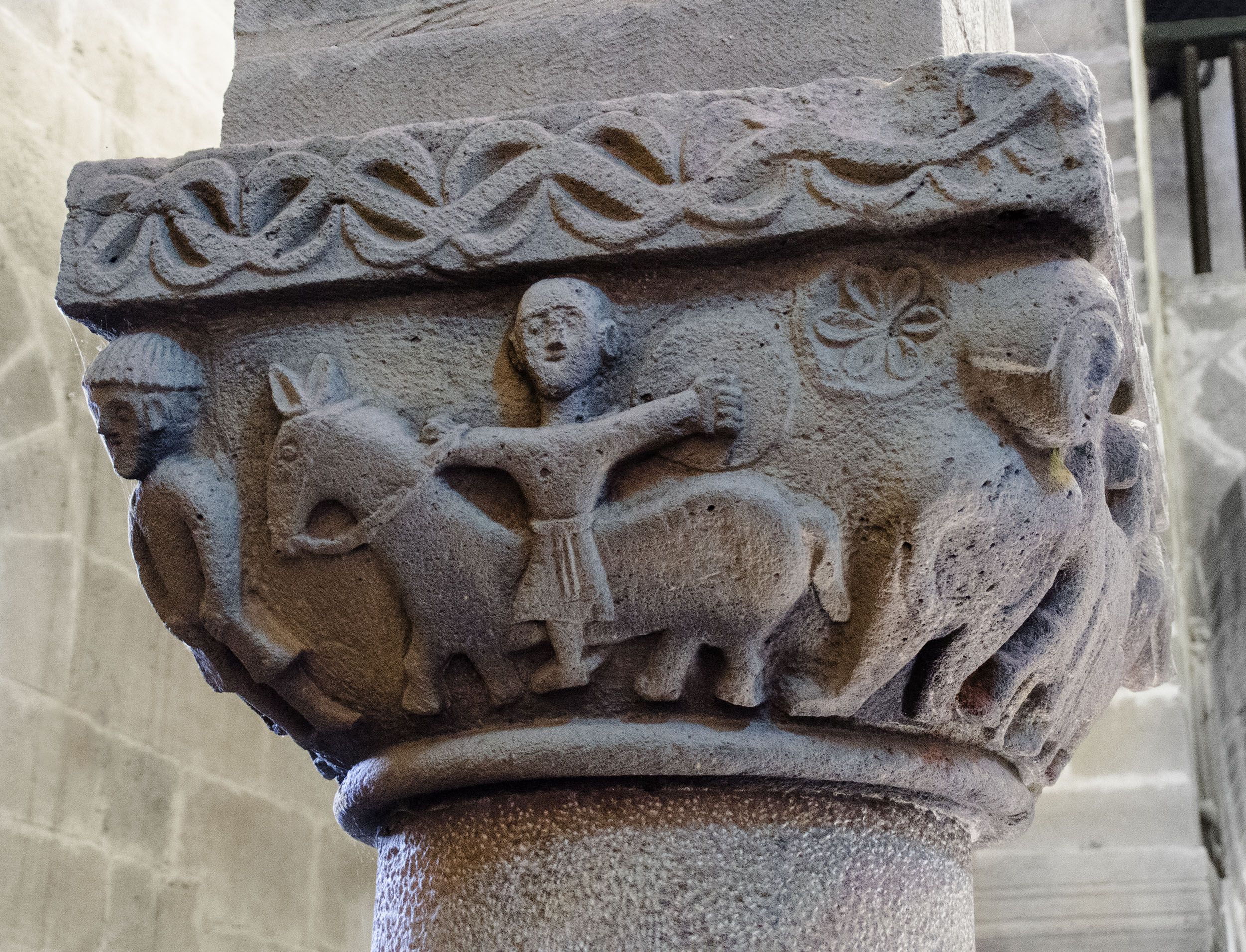
Kapitell

Unter der Dachtraufe verläuft ein Schachbrettfries über Kragsteinen, auf denen Köpfe von Bären, Hirschen, Hammeln oder menschliche Köpfe dargestellt sind. Im Langhaus wie im ebenfalls dreischiffigen Portalvorbau werden Haupt- und Seitenschiffe durch rundbogigen Arkaden getrennt, die auf Pfeilern und Säulen mit figürlich gestalteten Kapitellen aufliegen. Auf den Kapitellen werden Tiere und Fabelwesen dargestellt, eine Kröte, ein Adler, ein Esel, eine menschliche Figur mit einem Bärenkopf und Personen wie ein Ritter und ein Betender mit zwei Fischen. Die Kämpferplatten sind mit geometrischen Mustern verziert. Ein häufiges Motiv sind in Kreisen eingeschriebene Rosetten.
Der Skulpturenschmuck der Kapitelle wie der Kragsteine verweist auf die Romanik.

## Ausstattung
Über dem Hauptaltar befindet sich ein romanisches Holzkreuz aus dem 12./13. Jahrhundert.

## Mumien von Teverga
In einem Anbau an die Kirche werden zwei einbalsamierte Mumien aufbewahrt, bei denen es sich um die Körper von Pedro Felipe Analso de Miranda y Ponde de León, Abt des Stiftes von 1690 bis 1720 und später Bischof von Teruel, und seinen Vater, den Marqués de Valdecarzana, handelt.